# Paredes (Familienname)
Paredes ist ein spanischer und portugiesischer Familienname.

## Namensträger
- Aitor Paredes (* 2000), spanischer Fußballspieler
- Beatriz Paredes Rangel (* 1953), mexikanische Politikerin
- Benjamín Paredes (* 1962), mexikanischer Langstreckenläufer
- Carlos Paredes (1925–2004), portugiesischer Komponist und Gitarrist
- Carlos Humberto Paredes (* 1976), paraguayischer Fußballspieler
- Cecilia Paredes (* 1950), peruanische Künstlerin
- Concepción Paredes (* 1970), spanische Dreispringerin
- Consuelo G. Paredes (* um 1925), philippinische Badmintonspielerin
- Diego García de Paredes (1506–1563), spanischer Konquistador
- Elioro Paredes (1921–?), paraguayischer Fußballspieler
- Esteban Paredes (* 1980), chilenischer Fußballspieler
- Florencio Félix Paredes Cruz (* 1961), bolivianischer Ordensgeistlicher, Prälat von Humahuaca
- Francisco Javier Del Valle Paredes (* 1942), paraguayischer Geistlicher, Bischof von Campo Mourão
- Frederico Paredes (1889–1972), portugiesischer Fechter
- Helímenas de Jesús Rojo Paredes (1926–2021), venezolanischer Ordensgeistlicher, Erzbischof von Calabozo
- Hilda Paredes (* 1957), mexikanisch-britische Komponistin und Hochschullehrerin
- Irene Paredes (* 1991), spanische Fußballspielerin
- Javier Paredes (* 1982), spanischer Fußballspieler
- Jean Parédès (1914–1998), französischer Schauspieler und Sänger
- Jefferson Paredes (* 2006), ecuadorianischer Leichtathlet
- Jhon Paredes (* 2002), kolumbianischer Sprinter
- Jonathan Paredes (Eishockeytrainer) (* 1981), französischer Eishockeyspieler und -trainer
- Jonathan Paredes (Radsportler) (1989–2025), kolumbianischer Radsportler
- Jonathan Paredes (Wasserspringer) (* 1989), mexikanischer Klippenspringer
- Jorge Paredes, chilenischer Fußballspieler
- Juan Paredes (* 1953), mexikanischer Boxer
- Juan Carlos Paredes (* 1987), ecuadorianischer Fußballspieler
- Julio Paredes, chilenischer Fußballspieler
- Kevin Paredes (* 2003), amerikanisch-dominikanischer Fußballspieler
- Laura Paredes (* 1996), paraguayische Speerwerferin
- Leandro Paredes (* 1994), argentinischer Fußballspieler
- Manuel Rigoberto Paredes (1870–1951), bolivianischer Volkskundler, Ethnograph, Historiker, Essayist und Politiker
- Mariana de Jesús de Paredes y Flores (1618–1645), ecuadorianische Heilige
- Mariano Paredes (Politiker) (1800–1856), guatemaltekischer Politiker, Präsident von 1849 bis 1851
- Mariano Paredes (Künstler) (1912–1979), mexikanischer Künstler
- Mariano Paredes y Arrillaga (1797–1849), mexikanischer Politiker und Offizier
- Marisa Paredes (1946–2024), spanische Schauspielerin
- Matías Paredes (* 1982), argentinischer Hockeyspieler
- Melissa Humana-Paredes (* 1992), kanadische Beachvolleyballspielerin
- Miguel A. Valda Paredes (1884–1957), bolivianischer Komponist
- Pablo Paredes (* 1966), chilenischer Fusion- und Jazzmusiker
- Pedro Lascuráin Paredes (1856–1952), mexikanischer Politiker
- Raúl Paredes (* 1966), mexikanischer Fußballspieler
- Raúl Antonio Martinez Paredes (* 1943), guatemaltekischer Geistlicher und Weihbischof in Guatemala
- Roberto Perdomo Paredes (1926–2007), honduranischer Politiker und Diplomat
- Rossmary Paredes (* 2004), paraguayische Hürdenläuferin
- Rubén Darío Paredes (* 1933), panamaischer Offizier
- Quintín B. Paredes (1884–1973), philippinischer Rechtsanwalt und Politiker
- William Paredes (* 1985), mexikanischer Fußballspieler